# Hannah Klugman
Hannah Klugman (Kingston-upon-Thames, Inglaterra; 18 de febrero de 2009) es una tenista británica. Su mejor ranking individual fue el puesto 511, alcanzado el 14 de octubre de 2024.
Klugman ha sido entrenada por Ben Haran en la Escuela de Tenis Reeds en Cobham desde que tenía nueve años. Haran ha trabajado anteriormente con los tenistas británicos Jack Draper y Daniel Evans.